# تاريخ الوشم

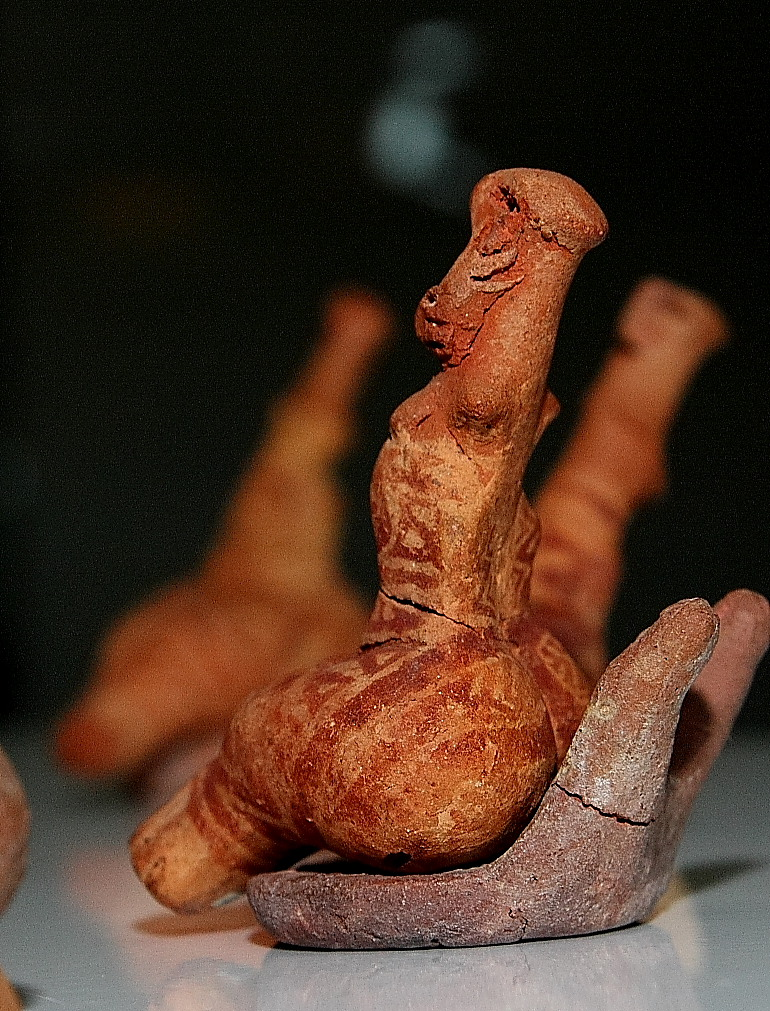

استعمل الوشم في جميع أنحاء العالم منذ الفترة ما قبل العصر الحجري الحديث، كما يتضح من القطع الجلدية المحنطة المحفوظة والفن القديم والسجلات الأثرية. يشير الفن القديم والاكتشافات الأثرية لما هو محتمل أنها أدوات للوشم إلى أن الوشم كان موجودًا في العصر الحجري القديم العلوي في أوروبا. ومع ذلك، فإن الأدلة المباشرة من خلال الوشوم الموجودة على جلد الإنسان المحنط تعود إلى الألفية الرابعة قبل الميلاد فقط. يُعتبر الوشم الذي عُثر عليه على جلد أوتزي أو رجل الجليد، أقدم جلد بشري موشوم مُكتشف حتى الآن، ويعود تاريخه إلى ما بين 3370 و3100 قبل الميلاد. وقد اسُتخرجت مومياوات موشومة أخرى من أكثر من 49 موقعًا أثريًا، بما في ذلك مواقع في غرينلاند وألاسكا وسيبيريا ومنغوليا وغرب الصين ومصر والسودان والفلبين وجبال الأنديز. ويشمل هذا أمونيت، كاهنة الإلهة حتحور من مصر القديمة (2134-1991 قبل الميلاد)، والعديد من المومياوات من سيبيريا بما في ذلك حضارة بازيرك في روسيا ومن عدة حضارات في جميع أنحاء أمريكا الجنوبية في العصر قبل الكولومبي.

## الممارسات والتقاليد القديمة
تكشف الوشوم الموجودة على البقايا البشرية المحنطة القديمة أن الوشم مورس في جميع أنحاء العالم لعدة قرون. في عام 2015، حددت عملية إعادة التقييم العلمية لعمر اثنان من أقدم المومياوات المعروفة الحاملة لوشم أن أوتزي هو أقدم مثال معروف في ذلك الوقت. عُثر على هذه الجثة، ذات 61 وشمًا، مطمورةً في الثلج الجليدي في جبال الألب، ويعود تاريخها إلى 3250 قبل الميلاد. في عام 2018، اكتُشف أقدم وشم تشخيصي في العالم لدى اثنين من المومياوات في مصر يرجع تاريخهما إلى ما بين 3351 و3017 قبل الميلاد.
كان الوشم القديم يمارس على نطاق واسع بين الشعوب الأسترونيزية. كانت واحدة من التقنيات البدائية التي طورها البروتو أسترونيزيين في تايوان وساحل جنوب الصين قبل 1500 سنة قبل الميلاد، قبل التوسع الأسترونيزي في جزر منطقة المحيط الهادئ الهندي. من المحتمل أن يكون قد ارتبط بدايةً بصيد الرؤوس.  يمكن العثور على تقاليد الوشم، بما في ذلك وشم الوجه، بين جميع المجموعات الفرعية الأسترونيزية، بما في ذلك التايوانيين الأصليين، وجزر جنوب شرق آسيا، والميكرونيسيين، والبولينيزيون، وشعب مدغشقر. استخدم الأسترونيزيون تقنية مميزة لثقب الجلد بأداة ذات مقبض، باستخدام مطرقة صغيرة وأداة للثقب مصنوعة من أشواك الحمضيات وعظام الأسماك والعظام وصدف المحار.
كما وُثقت تقاليد الوشم القديمة بين سكان بابواويون والميلانيزيون، واستخدموا أداةً مميزةً لثقب الجلد مصنوعةً من حجر السبج. ارتبطت بعض المواقع الأثرية الحاوية على هذه الأدوات بالهجرة الأسترونيزية إلى بابوا غينيا الجديدة وميلانيزيا. لكن هناك مواقع أخرى أقدم من التوسع الأسترونيزي، يرجع تاريخها إلى حوالي 1650 إلى 2000 قبل الميلاد، تقترح أن تقاليد الوشم كانت موجود مسبقًا في المنطقة.
من بين المجموعات العرقية اللغوية الأخرى، مورس الوشم أيضًا بين شعب الآينو في اليابان؛ وبعض الأستروآسيويين في الهند الصينية؛ ونساء الأمازيغ من تامازغا (شمال أفريقيا)؛ وشعوب اليوروبا والفولاني والهوسا في نيجيريا؛ والأمريكيون الأصليون في العصر قبل الكولومبي للأمريكتين؛ والويلزيون والبيكتيون من العصر الحديدي البريطاني.

### الصين
كشفت المقابر الموجودة في جميع أنحاء حوض تاريم (شنجان غرب الصين) بما في ذلك مواقع كارايوويانغاي وشنغجينديين وزانغالاك وكيزل شوكه عن وجود العديد من المومياوات الموشومة ذات المواد الثقافية والسمات الجسدية الغرب آسيوية/الهندوأوروبية. يمتد تاريخ هذه الفترة ما بين 2100 و 550 قبل الميلاد.
اعتُبر الوشم في الصين القديمة ممارسة همجية، وغالبًا ما أُشير إليه في الأدب الذي يصور قطاع الطرق والأبطال الشعبيين. كان من الشائع في أواخر عهد من سلالة تشينغ، القيام بوشم المقاطع الصينية مثل 囚 (السجين)على وجوه المجرمين المحكوم عليهم. في بعض الأحيان قاموا بوسم العبيد بهدف إظهار الملكية، لكن هذه الممارسة نادرًا ما حدثت خلال معظم فترات التاريخ الصيني.
ومع ذلك، يبدو أن الوشم ظل جزءًا من الثقافة الجنوبية. كتب ماركو بولو عن تشوانتشو، «يأتي الكثير إلى هنا من الهند العليا من أجل الحصول على رسوم على أجسادهم باستخدام إبرة بالطريقة التي وصفناها في مكان آخر، وهناك العديد من الناس الماهرين في هذه الحرفة في المدينة». تم وصف أكثر من ثلاث من الشخصيات الرئيسية في رواية حافة الماء الكلاسيكية -لوشيشن وشي تين ويان تشين - بأن لديهم وشوم تغطي كامل أجسامهم تقريبًا. وحكم على وو سونغ بوضع وشم على وجهه يصف جريمته بعد قتله لشي مين تشينغ من أجل الانتقام لشقيقه. بالإضافة إلى ذلك، زعمت الأسطورة الصينية أن والدة يو فاي (جنرال مشهور من سلالة سونغ) وشمت عبارة «سدد دين البلد بالولاء الخالص» أسفل ظهر ابنها قبل مغادرته للانضمام إلى الجيش.

### أوروبا
تشكل النقوش المحفورة على أجسام التماثيل البشرية في الفن القديم للعصر الحجري القديم العلوي أبكر دليل محتمل على وجود الوشم في أوروبا. يعود تاريخ تمثال الأسد الإنسان من حضارة الأورغنيسيان إلى ما يقرب من 40000 سنة، ويتميز بوجود سلسلة من الخطوط المتوازية على كتفه الأيسر. كما يظهر على تمثال فينوس المصنوع من العاج الذي وجد في كهف هولي فيتس، والذي يعود تاريخه إلى ما بين 35,000 و40,000 عامًا، خطوطًا محززة أسفل الذراعين، وكذلك على الجذع والصدر.
يظهر أقدم وأشهر دليل مباشر على وجود الوشم في أوروبا قديمًا، على جسد أوتزي أو رجل الجليد، الذي عُثر عليه في وادي أوتزي في جبال الألب ويعود تاريخه إلى أواخر الألفية الرابعة قبل الميلاد. كشفت الدراسات أنه وجد على جسد أوتزي 61 وشم من الحبر الكربوني، وتتألف من 19 مجموعة من الخطوط والأشكال البسيطة والخطوط على أسفل عموده الفقري، والمعصم الأيسر، وخلف ركبته اليمنى وكاحليه. وقد قيل إن هذه الوشوم كانت شكلاً من أشكال العلاج بسبب أماكن وجودها، على الرغم من وجود تفسيرات أخرى معقولة.
وشم البكتيون أجسادهم أو (شطبوها) بتصاميم متقنة من الوسمات المستوحاة من الحرب بلون أسود أو أزرق داكن (أو ربما نحاسي من أجل درجات الأزرق). وصف يوليوس قيصر هذه الوشوم في الكتاب الخامس من الحروب الغالية (54 قبل الميلاد). ومع ذلك، قد تكون هذه مجرد وسوم مرسومة وليست وشومًا.
يصف أحمد بن فضلان في لقاء له مع مجموعة من التجار الوثنيين من شعب الروس الاسكندنافيين في أوائل القرن العاشر، ما شهده بينهم، بما في ذلك مظهرهم. ولاحظ أن الروس وشموا أجسادهم بشكل كثيف: «وشم كل رجل جسمه من أطراف أصابع قدميه إلى رقبته، بأشكال باللون الأخضر الداكن، وهكذا»
وصف ويليام مالميسبري في أعقاب غزو النورمان لإنجلترا، في كتابه تاريخ الملوك أنه تم وشم الأنجلوسكسونيين عند وصول النورمان (... «أذرع مغطاة بأساور ذهبية، موشومةً بأشكالٍ ملونةٍ...»).
كانت أهمية الوشم موضوعًا مفتوحًا بالنسبة للتفسيرات الأوربية لفترة طويلة. في منتصف القرن التاسع عشر، قال بارون هوسمان، بينما كان يجادل ضد طلاء الجدران الداخلية للكنائس الباريسية، إن هذه الممارسة «تذكرني بالوشم الذي استخدمته الشعوب الهمجية بدلاً من الملابس من أجل إخفاء عريهم».